# Boutalhaye
Boutalhaye este o comună din departamentul R'Kiz, Regiunea Trarza, Mauritania, cu o populație de 10.502 locuitori.